# Intimissimi
Intimissimi es una empresa italiana, parte del grupo Calzedonia, nacida en 1996 y especializada en sujetadores, bragas y calzoncillos, lencerías, camisetas y pijamas para mujeres y hombres. 
Intimissimi vende su ropa en gran cantidad de países: Austria, Brasil, Croacia, Chipre, República Checa, Grecia, Hungría, Italia, Líbano, México, Polonia, Portugal, Reino Unido, Federación Rusa, Eslovenia, España, Turquía y Estados Unidos.